# Presó de Busa
La presó de Busa es troba a El Capolatell, un planell envoltat de cingles situat al municipi de Navès, a la serra de Busa. En estar separat del pla per una esquerda profunda queda com una illa natural, rodejada de penya-segats. Va ser usat com a presó durant la Guerra del Francès (a principis del segle xix), ja que només s'hi podia arribar a través d'una rampa o pont, que es posava i es treia quan havien de fer entrar o sortir presoners.
La Serra de Busa té un pla a la part més elevada amb fonts i rodejat de cingles, que fan de barrera natural, així es va poder utilitzar com a camp d'instrucció militar durant la guerra del francès. També es va utilitzar com a presó després de la guerra civil per tancar-hi els nombrosos represaliats pel règim franquista.
Les roques de la serra de Busa són conglomerats dipositats pels curts i violents rius pirinencs durant l'Oligocè (fa uns 25 milions d'anys), a l'antiga línia de costa del mar de la depressió de l'Ebre fins a l'actual Montserrat.
A la zona del Capolatell aquests conglomerats estan fracturats. Una d'aquestes fractures ha estat erosionada pels agents atmosfèrics al llarg del temps, fins al punt que presenta una obertura prou gran com per evitar el pas d'una persona. Aquesta obertura és la que separava la presó de la resta de la serra: els presoners travessaven la fractura a través d'un pont de fusta que era retirat perquè no tinguessin manera de tornar. Actualment es pot accedir a la presó a través d'un pont metàl·lic, que fa un fort pendent de la serra cap a la presó, cosa que impossibilitava encara més la fugida.
El Capolatell o presó presenta una sèrie de fractures, salvables però molt profundes, que es converteixen en avencs (el Capolatell-1 i el Capolatell-2), el més profund dels quals amb 115 metres de fòndària i un diable pintat a l'entrada que es suposa que qui el va pintar indicava l'entrada a l'infern.

## Història
El tinent coronel solsoní Francesc Xavier de Cabanes i d'Escofet va proposar al capità general de Catalunya Luis de Lacy y Gautier la utilització de Busa com a campament i rereguarda. Es van fortificar els punts més febles i es van construir un miler de casetes de fusta per a l'allotjament dels resistents. Busa va ser, després de Cadis, el primer indret de l'Estat a proclamar la Constitució de 1812, en un acte on van assistir-hi uns 8.000 soldats.
A l'extrem nord-oest del pla de Busa hi ha El Capolatell, conegut com "la presó de Busa", ja que s'utilitzava com a presó dels soldats napoleònics. La tradició afirma que, desesperats, morts de gana i fred; ja que la presó es troba a més de 1300 metres d'altura; hi havia presoners que es llençaven al buit amb el lema Mourir à Busa et resurgir à Paris (Morir a Busa i ressorgir a París). De totes maneres si no saltaven pel cingle morien de fam.